# Sciacca
Sciacca (nom sicilià, en català medieval Xaca) és un municipi italià, situat a la regió de Sicília i a la província d'Agrigent. L'any 2008 tenia 40.929 habitants. Limita amb els municipis de Caltabellotta, Menfi, Ribera i Sambuca di Sicilia.

## Administració
| Període | Identitat | Partit         |
| ------- | --------- | -------------- |
| 2009-   | Vito Bono | Centreesquerra |

## Personatges il·lustres
- Giovanni Bongiovì, avi de Jon Bon Jovi.